# Вивільга батанська
Вивільга батанська (Oriolus isabellae) — вид співочих птахів родини вивільгових (Oriolidae).

## Поширення
Ендемік філіппінського острова Лусон. Знаходиться на межі зникнення. Історично відомо з трьох локалітетів в провінції Батаан та п'яти на північному сході острова (провінції Кіріно та Кагаян). У 2004 році птаха спостерігали поблизу Сан-Маріано в провінції Ісабела. В Баттані не спостерігався з 1947 року. За оцінками, популяція становить не більше 250—400 птахів.
Природним середовищем існування є субтропічні або тропічні вологі низинні ліси.